# DF-ZF
DF-ZF (Wu-14) – prototypowy, chiński hipersoniczny pojazd szybujący (HGV hypersonic glide vehicle), zdolny do przenoszenia głowic jądrowych.

## Historia
Chiny jako trzecie państwo na świecie po Stanach Zjednoczonych i Rosji rozpoczęło pracę nad własnym szybującym pojazdem hipersonicznym. Próby pojazdu wykonywane są na poligonie rakietowym Taiyuan. Wszelkie dane dotyczące parametrów pojazdu są utajnione. Początkowo nie znano nawet jego oryginalnej nazwy i posługiwano się nazwą nadaną programowi przez Pentagon - Wu-14. Pojazd ma charakteryzować się dużą manewrowością, osiągać prędkość rzędu Ma=10 i być zdolnym do przenoszenia głowicy jądrowej. Pojazd poddawany jest intensywnym badaniom i próbom. Pierwszy test pocisku odbył się 9 stycznia 2014 roku. Sześć dni później informacja o starcie została oficjalnie potwierdzona przez chińskie Ministerstwo Obrony Narodowej. 7 sierpnia tego samego roku przeprowadzono kolejną próbę, która jednak zakończyła się niepowodzeniem. Maszyna rozpadła się w powietrzu zaraz po starcie. 2 grudnia 2014 roku przeprowadzono kolejną próbę, tym razem udaną i 7 czerwca 2015 roku również osiągając sukces. Następne udane próby odbyły się 19 sierpnia i 23 listopada 2015 roku, a ostatnia w kwietniu 2016 roku. Nosicielami DF-ZF mają być rakietowe pociski średniego zasięgu DF-21 oraz międzykontynentalne DF-31 i DF-41.